# فابيان ريشارد
فابيان ريشارد  (Fabian Richard) مولود (9 فبراير 1975) هو مغني وكوميدي فرنسي.

## وصلات خارجية
- فابيان ريشارد على موقع IMDb (الإنجليزية)
- فابيان ريشارد على موقع ميوزك برينز (الإنجليزية)
- الموقع الرسمي
- لحظات استعراضية مع ريشارد من موقع يوتيوب

{{شريط بوابات|مسرح|السينما الفرنسية|تمثيل|موسيقى|فرنسا|أعلام|فرنسا|أعلام|سينما|مسرح|تلفاز}          }